# Kainji-dam

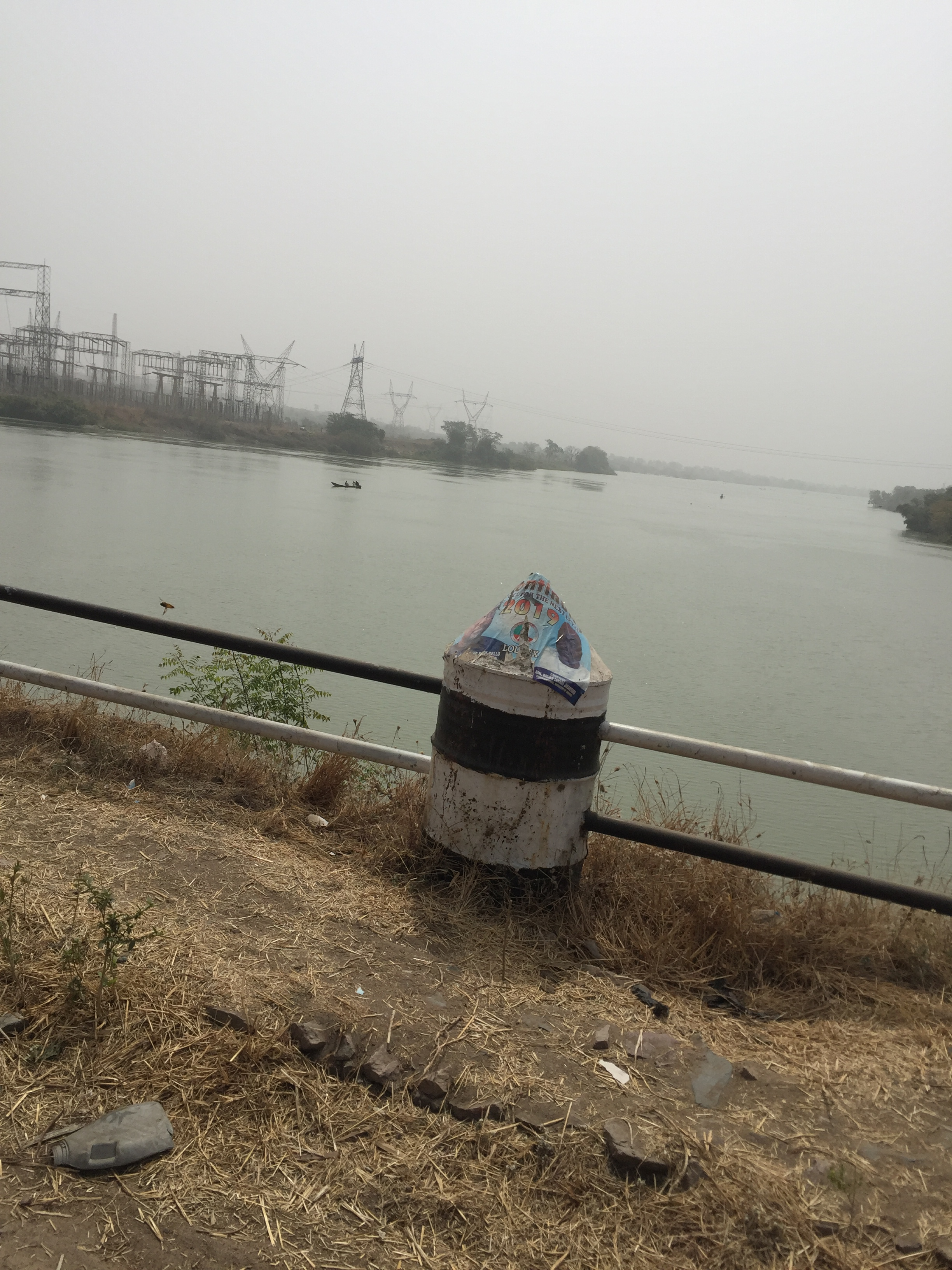
Kainji-dam

De Kainji-dam is een dam in de rivier de Niger in de staat Niger in Centraal-Nigeria. De bouw van de dam door Impregilo (een consortium van Italiaanse aannemers voor civiele techniek) begon in 1964 en werd in 1968 voltooid. De totale kosten werden geschat op 209 miljoen dollar (het equivalent van ongeveer 2 miljard euro in 2025), waarbij een kwart van dit bedrag werd gebruikt voor de herhuisvesting van mensen die ontheemd waren geraakt door de bouw van de dam en het bijbehorende stuwmeer, het Kainji-meer.

## Afmetingen
De Kainji-dam heeft een lengte van 10 kilometer, inclusief de zadeldam, die een zijvallei afsluit. Het primaire gedeelte over de uitstroom naar de Niger is 550 meter. Het grootste deel van de constructie is van aarde gemaakt, maar het middelste gedeelte, waar de waterkrachtturbines staan, is van beton. Dit gedeelte is 65 meter hoog. De Kanji-dam is een van de langste dammen ter wereld.

## Bouw van de dam
Destijds was de Kainji-dam een van de grootste infrastructuurprojecten die Nigeria had gezien.
Als voorbereidingswerkzaamheden voor het werk moesten bruggen en wegen langs routes van in totaal 1000 km versterkt worden, zodat zware machines en andere apparatuur naar de bouwplaats konden worden verplaatst.
Kainji is een zwaartekrachtdam. Een zwaartekrachtdam gebruikt voornamelijk het gewicht van de dam alleen om het water tegen de structuur tegen te houden. De dam werd voornamelijk geconstrueerd uit beton.
Er werd meer dan 250.000 ton cement en meer dan 25.000 ton staal gebruikt om de constructie te bouwen. Het cement kwam van Nigeriaanse bedrijven en uit Noorwegen - verzonden in speciaal ontworpen bulkcarrierschepen.
Ongeveer 50.000 mensen werden ontheemd door het project. Voor hervestiging werden128 dorpen en 2 nieuwe grotere plaatsen gebouwd, evenals rondwegen rond het reservoir.

## Centrale
De dam is vooral bedoel als waterkrachtcentrale en is ontworpen voor een opwekkingscapaciteit van 960 megawatt; er zijn echter slechts 8 van de 12 turbines geïnstalleerd, waardoor de capaciteit is teruggebracht tot 760 megawatt.  Er zijn vier Kaplanturbines van 80 MW, twee Kaplanturbines van 100 MW en twee propeller-turbines (turbines met niet-regelbare schoepen) van 120 MW. De beschikbare verval varieert tussen 23,8 m en 41,2 m afhankelijk van het waterniveau in het stuwmeer.
De dam genereert elektriciteit voor alle grote steden in Nigeria. Een deel van de elektriciteit wordt verkocht aan het buurland Niger. Bovendien hebben incidentele droogtes het debiet van de Niger onvoorspelbaar gemaakt, waardoor de elektriciteitsproductie van de dam afneemt.

Sind 2011  is de electriciteisproducent Mainstream Energy Solutions Limited.

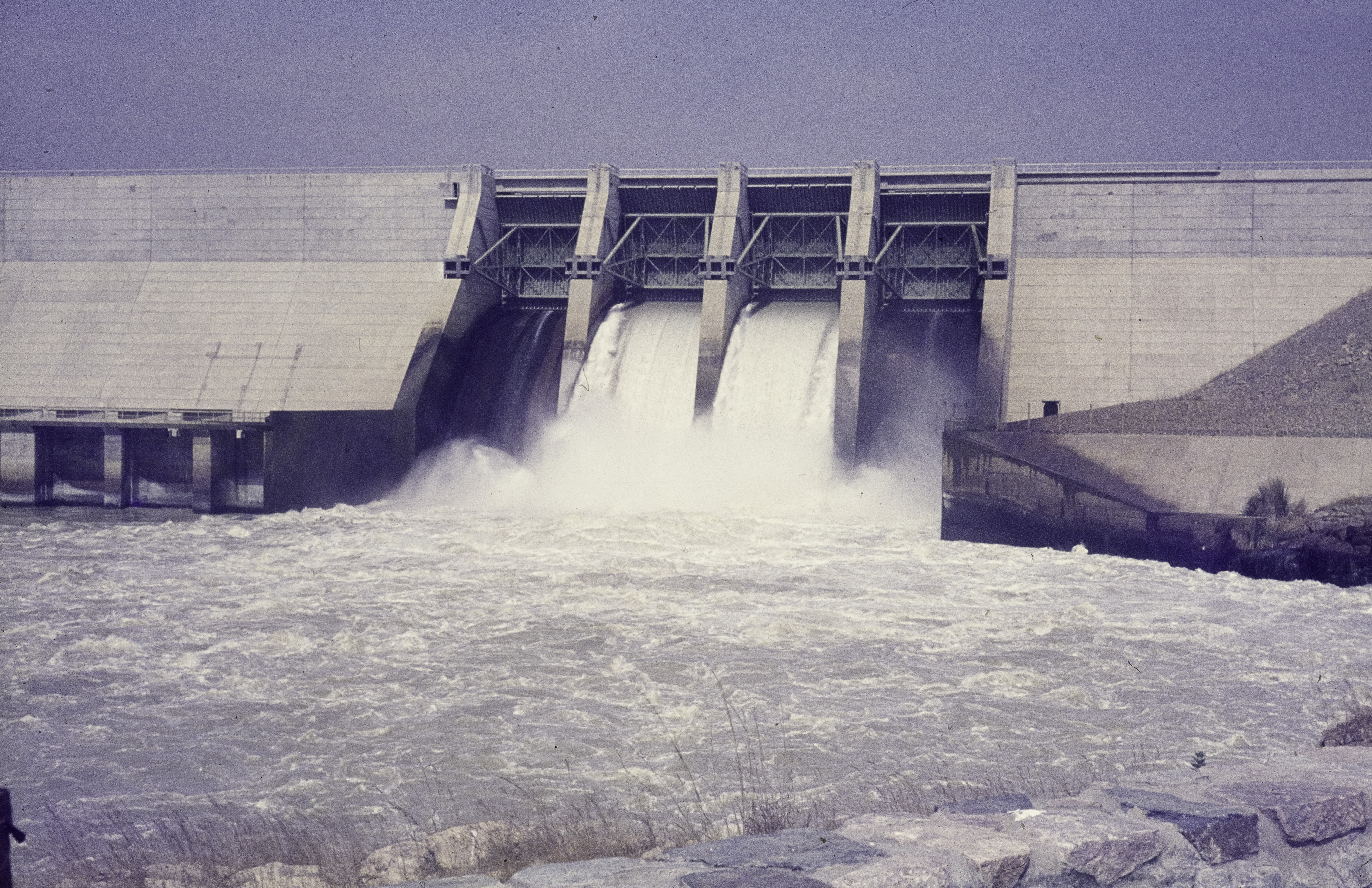
Afvoer door vier openingen in de Kainji-dam, 1970-1973.
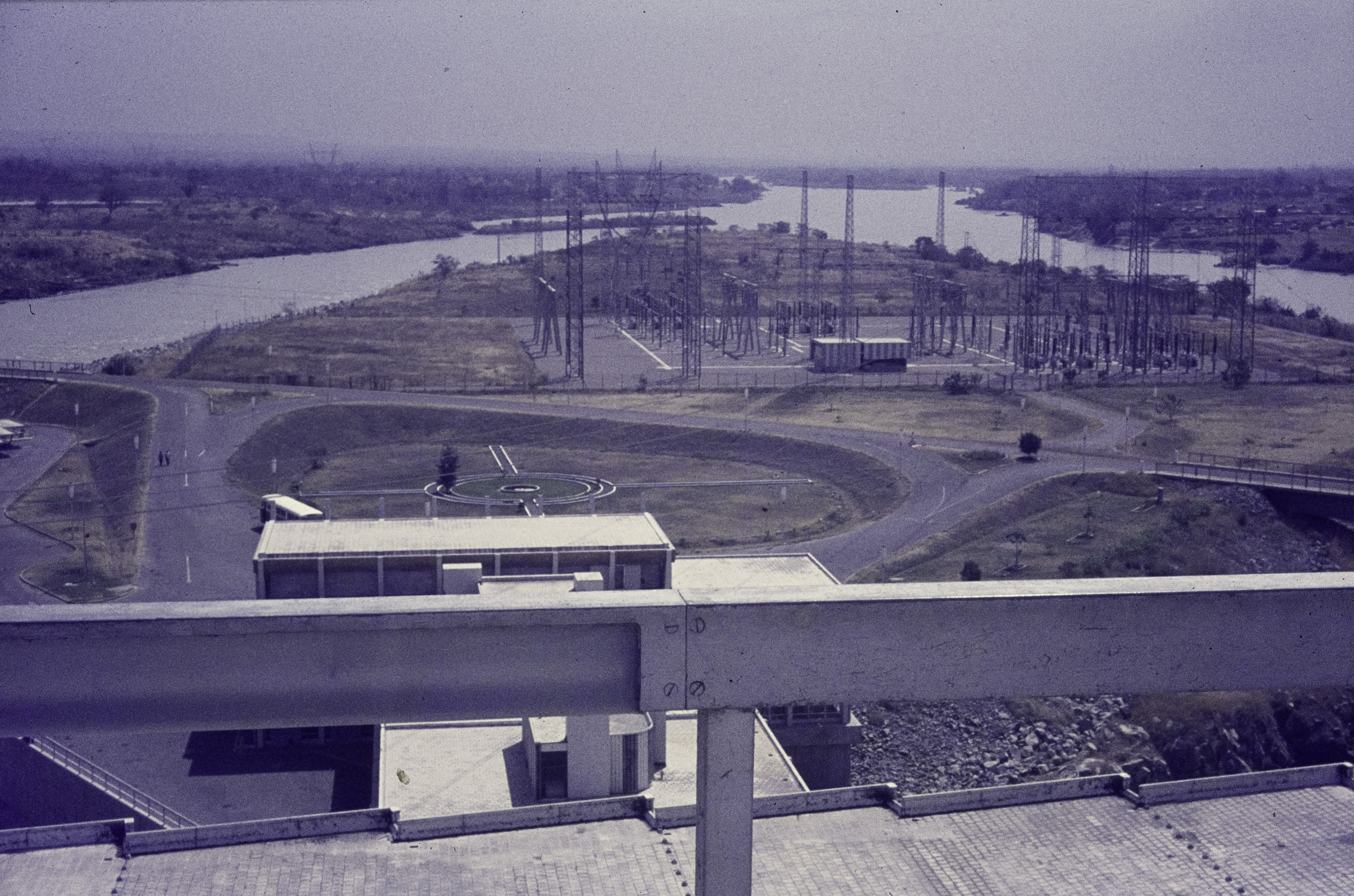
Overzicht vanaf de dam van het eiland in de rivier de Niger met elektriciteitsbestand: pylonen, 1970–1973.
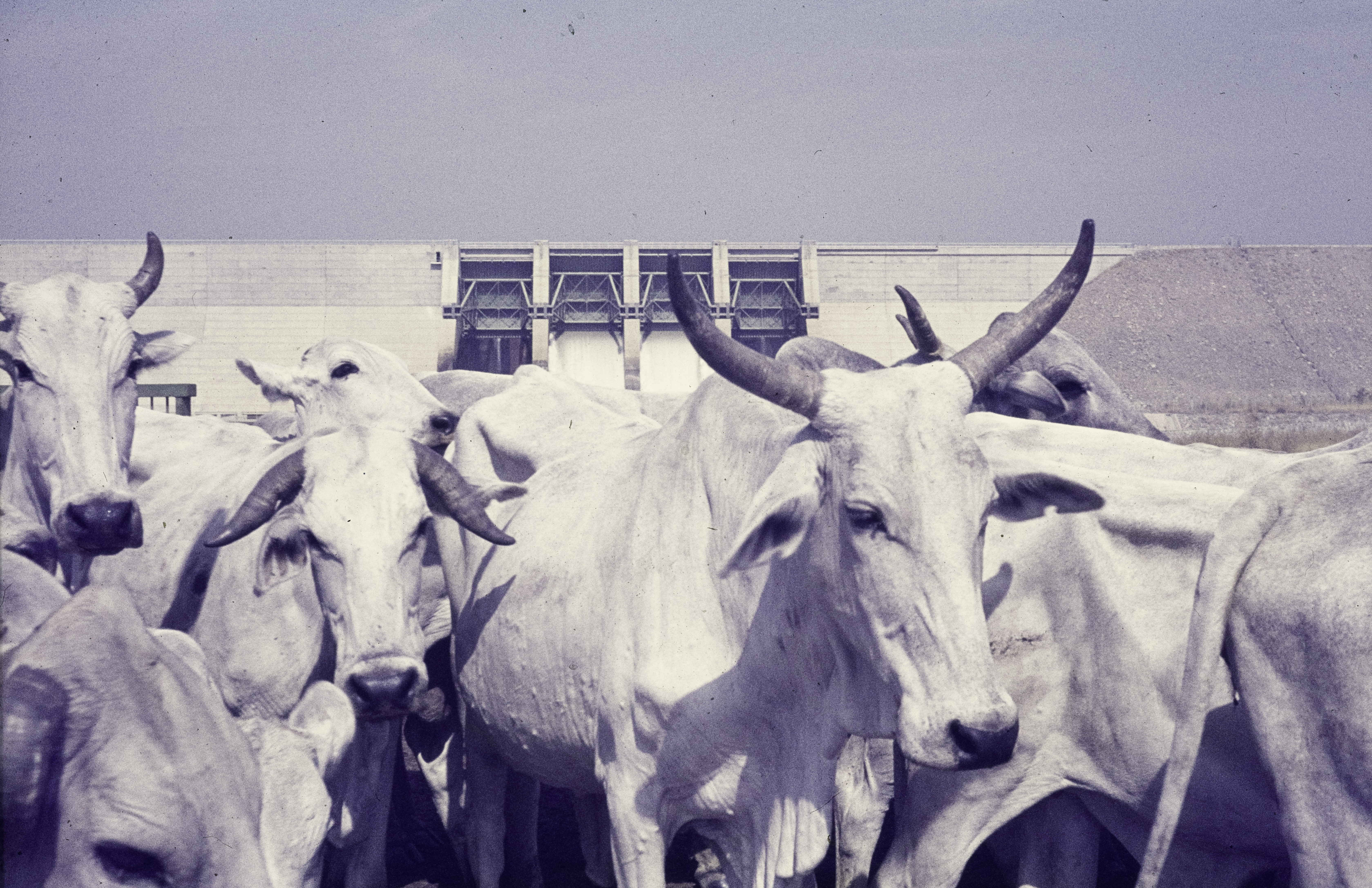
Zeboes steken de dam over, 1970-1973.
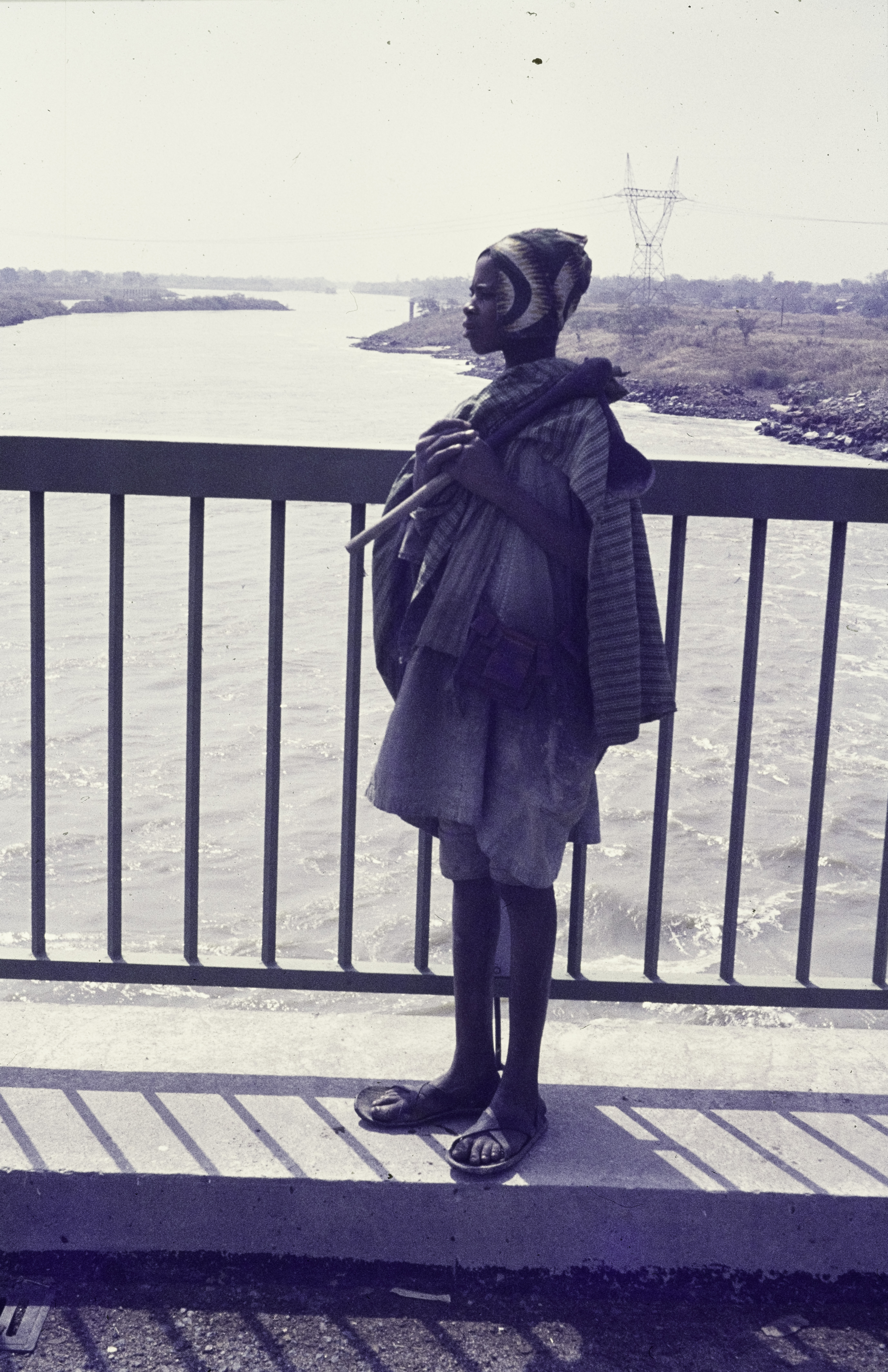
Een herdersjongen bij de dam, 1970-1973.
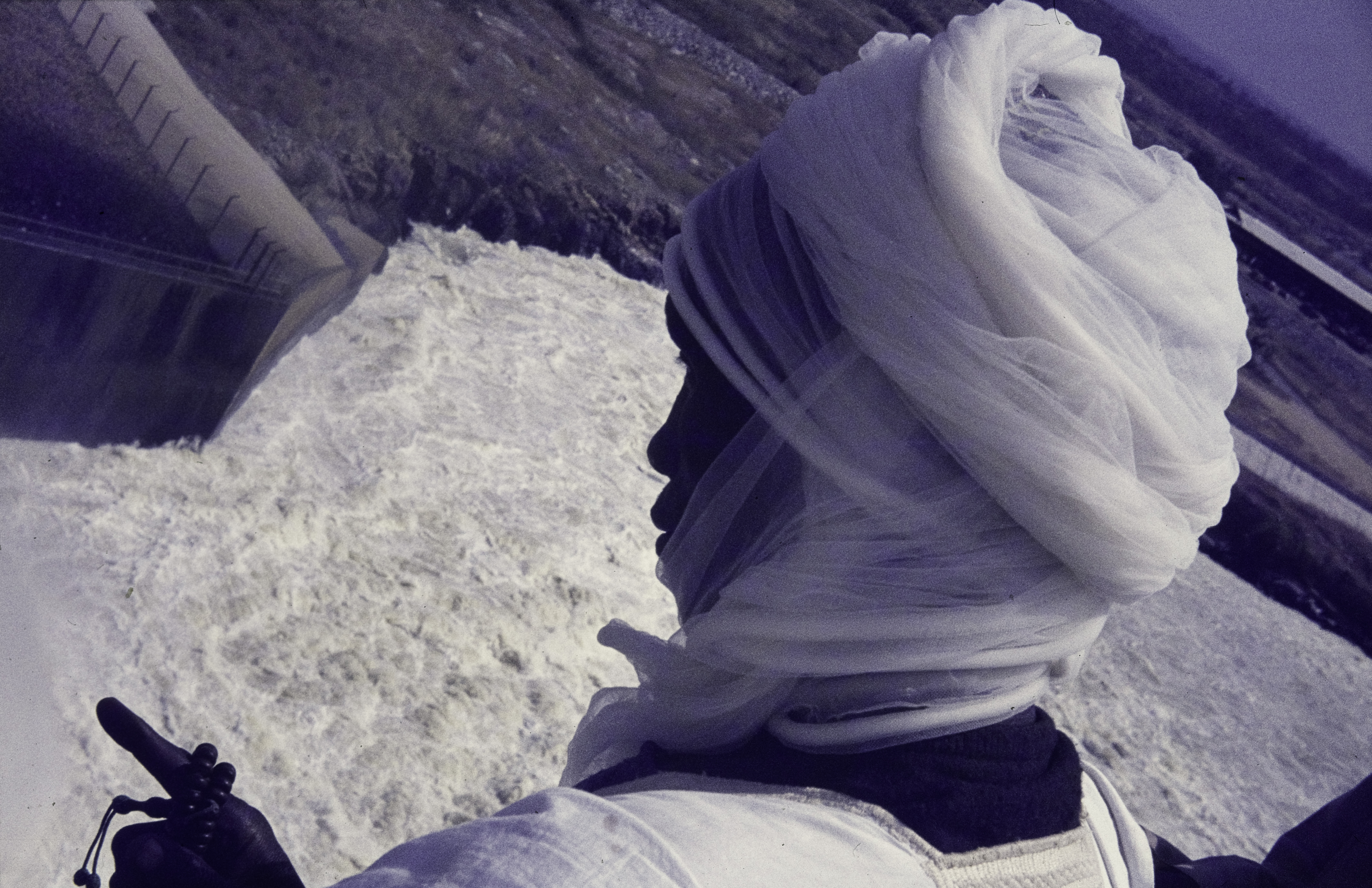
Man boven het schuimende water, 1970–1973.

## Schutsluis
De dam heeft een schutsluis met een kolk die schepen tot 49 meter kan laten passeren.

## Overstroming door te grote afvoer
In oktober 1998 werd er als reactie op overstromingen stroomopwaarts een stortvloed aan water uit de dam geloosd, waardoor de oevers van de rivier overstroomden. Bijna 60 dorpen werden overstroomd. Huisdieren verdronken en dijken en verschillende boerderijen werden weggespoeld. Dambeheerders kregen kritiek omdat ze te lang wachtten met de bouw en vervolgens te veel water loosden.

## Kainji-meer
Het Kainji-meer is ongeveer 135 kilometer lang en ongeveer 30 kilometer op het breedste punt, en ondersteunt irrigatie en een lokale visserijsector. In 1999 leidde het ongecoördineerd openen van sluizen tot lokale overstromingen van ongeveer 60 dorpen.